# Теколдяни
Теколдяни (словац. Tekolďany) — село в окрузі Глоговец Трнавського краю Словаччини. Площа села 2,6 км². Станом на 31 грудня 2015 року в селі проживало 139 жителів.

## Історія
Перші згадки про село датуються 1310 роком.

## Населення
| Рік:            | 1994. | 2004.   | 2014.    | 2024.    |
| --------------- | ----- | ------- | -------- | -------- |
| Кількість осіб: | 175   | 165     | 140      | 118      |
| Різниця:        |       | -5,71 % | -15,15 % | -15,71 % |

| Рік:            | 2023. | 2024.   |
| --------------- | ----- | ------- |
| Кількість осіб: | 114   | 118     |
| Різниця:        |       | +3,50 % |